# Santuario de la Virgen de Linarejos
El santuario de la Virgen de Linarejos, o de Nuestra Señora de Linarejos, también llamada Ermita, es un santuario mariano ubicado al final del paseo del mismo nombre en la ciudad de Linares (Jaén, Andalucía, España).

## Historia y descripción

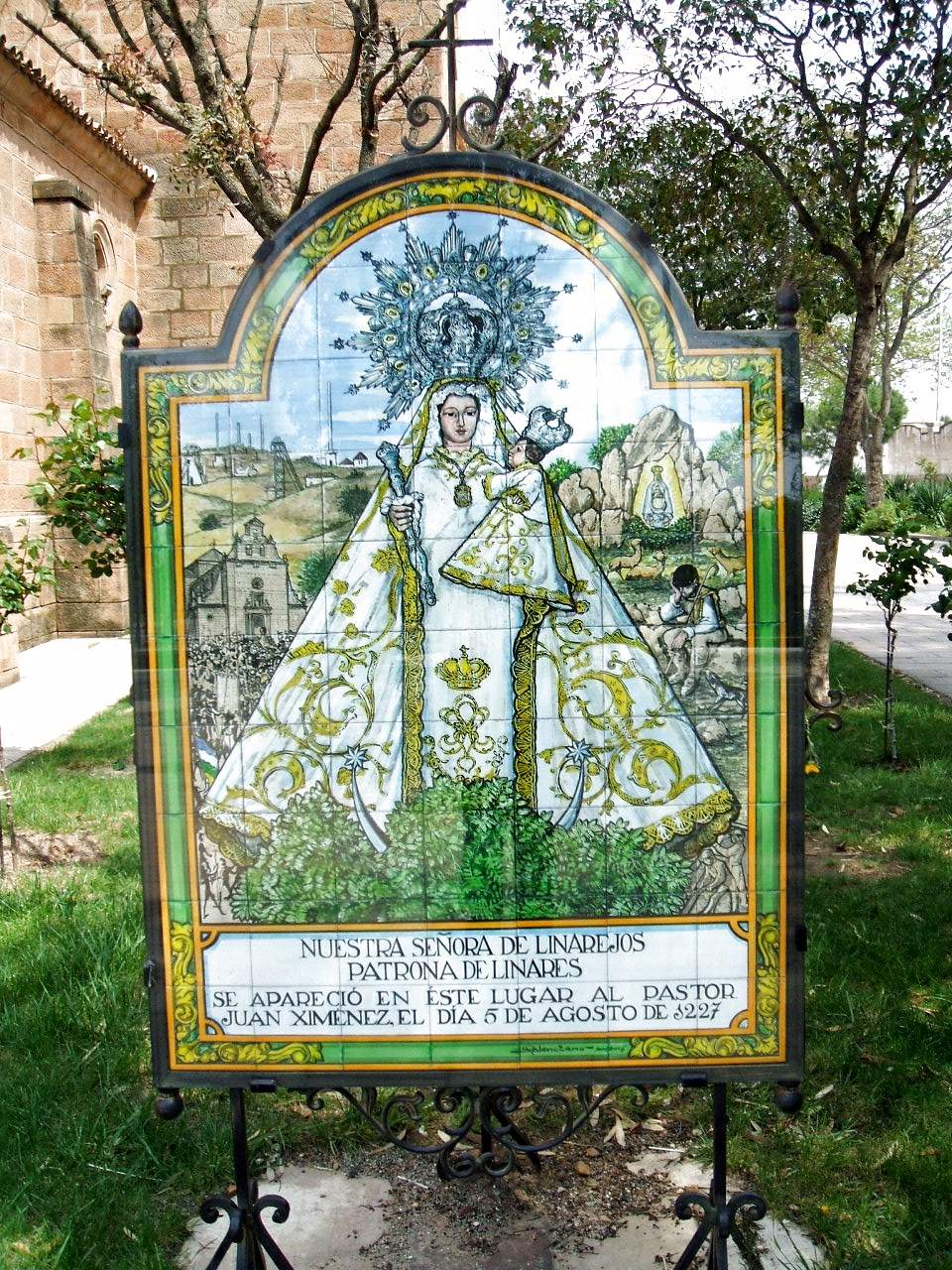
Azulejo conmemorativo de la aparición de la Virgen en 1227.

Según un antiguo romance incorporado en un manuscrito titulado "El Festín" y también conocido como el libro de D. Martín de Zambrana y Chacón, el 5 de agosto de 1227, año de la reconquista de Linares por Fernando III el Santo, al pastor Juan Jiménez se le apareció en Linares la Virgen de Linarejos. Llegaba desde los campos de Albentosa, próximos a Linares, agobiado por el implacable calor. Descansó a la sombra de un lentisco donde visualizó la aparición mariana. Otra variante del relato identifica como protagonista de la epifanía a un ermitaño.
Sin embargo, por los trabajos de investigación realizados por D. Manuel Morales Borrero y Dª Carmen Eisman Lasaga, basados en dos manuscritos de Gregorio López Pinto que se conservan en la Biblioteca Nacional, y que han sido publicados por el Instituto de Estudios Giennenses, se ha descubierto que en ambos aparece la fecha del encuentro de tan sagrada imagen en el año 1236, lo que merece más credibilidad por haber sido escritos ambos en fecha bastante anterior a la copia del mencionado libro de D. Martín de Zambrana y Chacón.
En aquel lugar, hoy absorbido por la ciudad, el pueblo construyó la primera ermita dedicada a la que es su patrona desde 1783, cuando fue proclamada como tal por el Obispado de Jaén. En 1258 un temporal destruyó esta modesta edificación inicial, que tuvo que ser reconstruida y de paso ampliada. En 1638 se acometió la demolición de la ermita para construir un santuario de mayor envergadura, en consonancia con el fervor de los linarenses para con su patrona. Estas obras se prolongaron hasta 1666. Posteriormente se acometieron algunas mejoras interiores y exteriores, así como de refuerzo. Así, en 1717 se levantó la fachada principal y en 1722 se instaló el Camarín de la Virgen en la Capilla Mayor.
En 1942 se hizo cargo del Santuario la Orden de los Frailes Menores. Los franciscanos se establecieron por primera vez en Linares a mediados del siglo XVI, cuando fundaron su convento sobre una antigua ermita dedicada a San Antonio Abad. Este edificio dio lugar a finales del siglo XIX, mucho después de la Desamortización de 1835, a la actual parroquia de San Francisco de Asís. Tras un largo período de exclaustración y ausencia, la Orden Franciscana regresó a Linares en 1942 a instancias de José de Yanguas Messía, embajador de España ante la Santa Sede, que gestionó la instalación de una pequeña comunidad de monjes granadinos en el Santuario de Linarejos. En 1951, los temblores de tierra que sacudieron la provincia de Jaén agravaron los problemas estructurales que afectaban al templo; la imagen de la patrona tuvo que ser trasladada a una iglesia parroquial hasta que terminaran las obras de restauración que los terremotos hicieron necesarias. El apoyo de los linarenses fue muy importante, y no obstante el elevado coste de las obras, éstas se pudieron realizar en poco tiempo. En 1956 se reformó la espadaña que corona la fachada principal, ya restaurado en 1906.

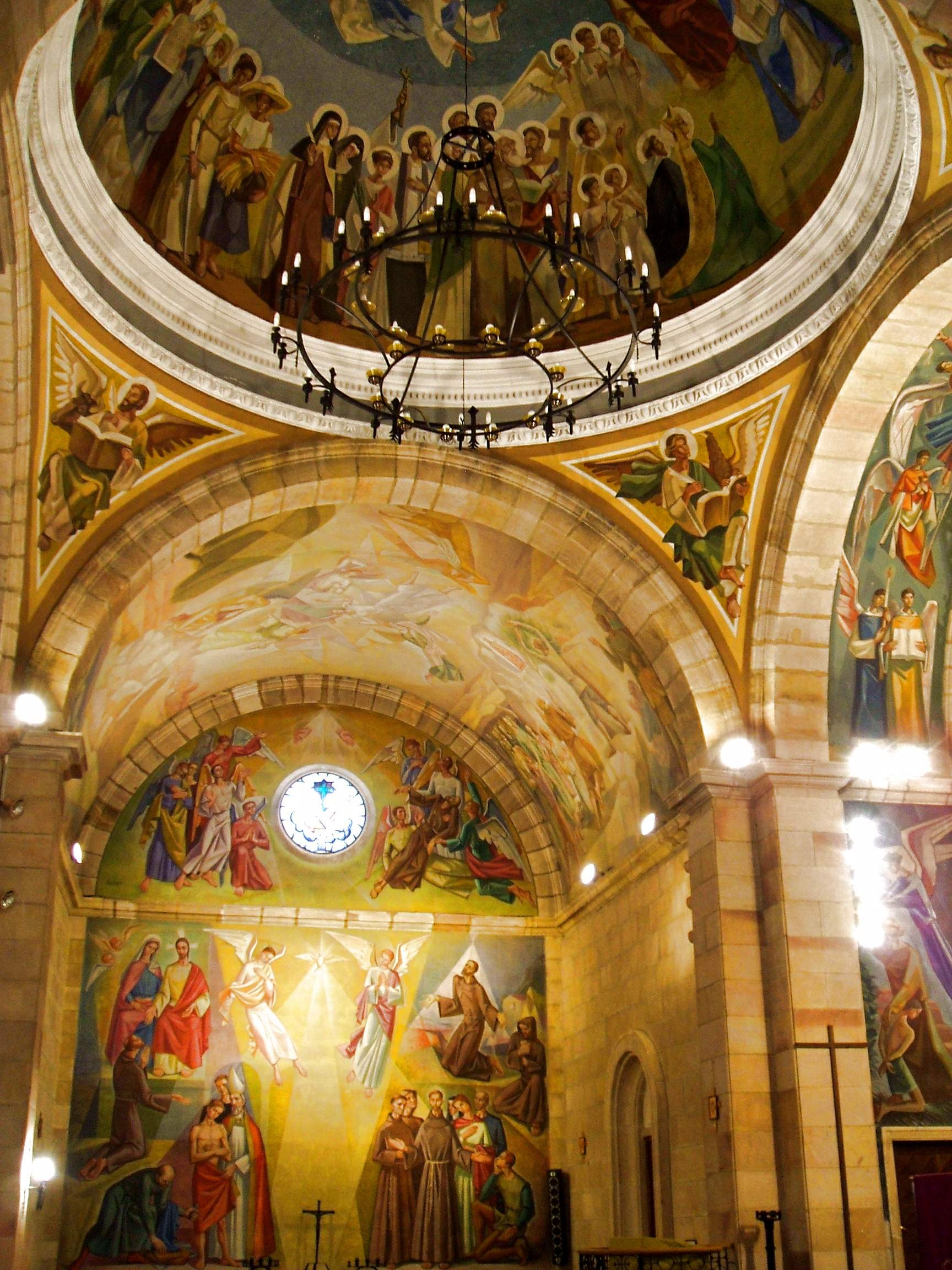
Crucero y cúpula del Santuario, decorados con frescos.

El templo que ha llegado a nuestros días presenta planta de cruz latina, con tres naves, bóveda de cañón de cuatro tramos en la nave central, crucero y, sobre el mismo, cúpula de media naranja. Entre 1958 y 1961 el interior fue decorado con magníficos frescos, realizados por los artistas Francisco Carulla y Francisco Baños Martos, nativo de Linares. Los frescos cubren la bóveda de la nave central, el testero de los pies sobre el coro, la cúpula del crucero, las pechinas que la sostienen (hasta aquí, realizados por Francisco Carulla), más los tramos de bóveda de cañón de los brazos del transepto, los testeros del mismo, y, en la capilla Mayor, los laterales del presbiterio y su cubierta abovedada (pintados este segundo grupo por Francisco Baños). Carulla fue el autor también del original retablo de piedra, una pulsera de ángeles que orla el arco del Camarín, y los relieves en bronce del frontal del altar mayor. Los frescos de Carulla representan motivos del Nuevo Testamento. Los de Baños aluden a escenas de la vida de San Francisco de Asís, la leyenda de la aparición y veneración de la Virgen de Linarejos y diversos milagros en las minas de plomo de Linares atribuidos a la Patrona linarense.
En 1973 la Virgen de Linarejos fue trasladada de nuevo a su Camarín en el Santuario, donde sigue recibiendo culto, como hace siete siglos. La Patrona preside las Fiestas del Voto en su honor en agradecimiento a la protección que dio a Linares por una plaga. Se celebran durante una semana, culminando en Pentecostés. El 11 de enero de 2004 la Virgen fue solemnemente coronada, en una celebración canónica, como Reina de todos los Linarenses, con la participación de todas las cofradías del arciprestazgo de Linares.
Los religiosos franciscanos (Orden de los Frailes Menores), custodios del Santuario desde 1942, abandonaron el lugar el 6 de noviembre de 2015 por la dificultad de mantenerlo ante la ausencia de vocaciones.

## Galería de imágenes

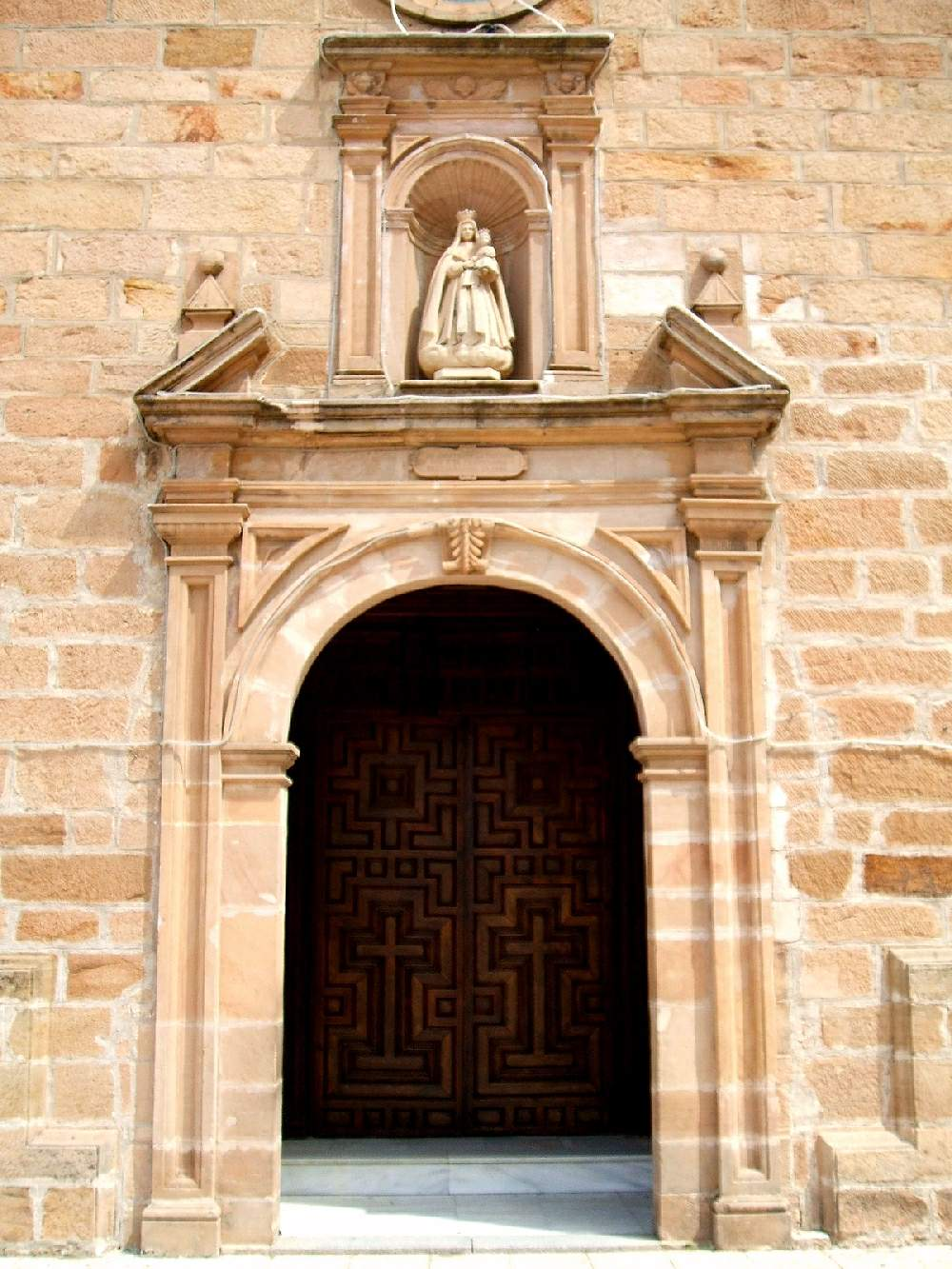
Portada principal
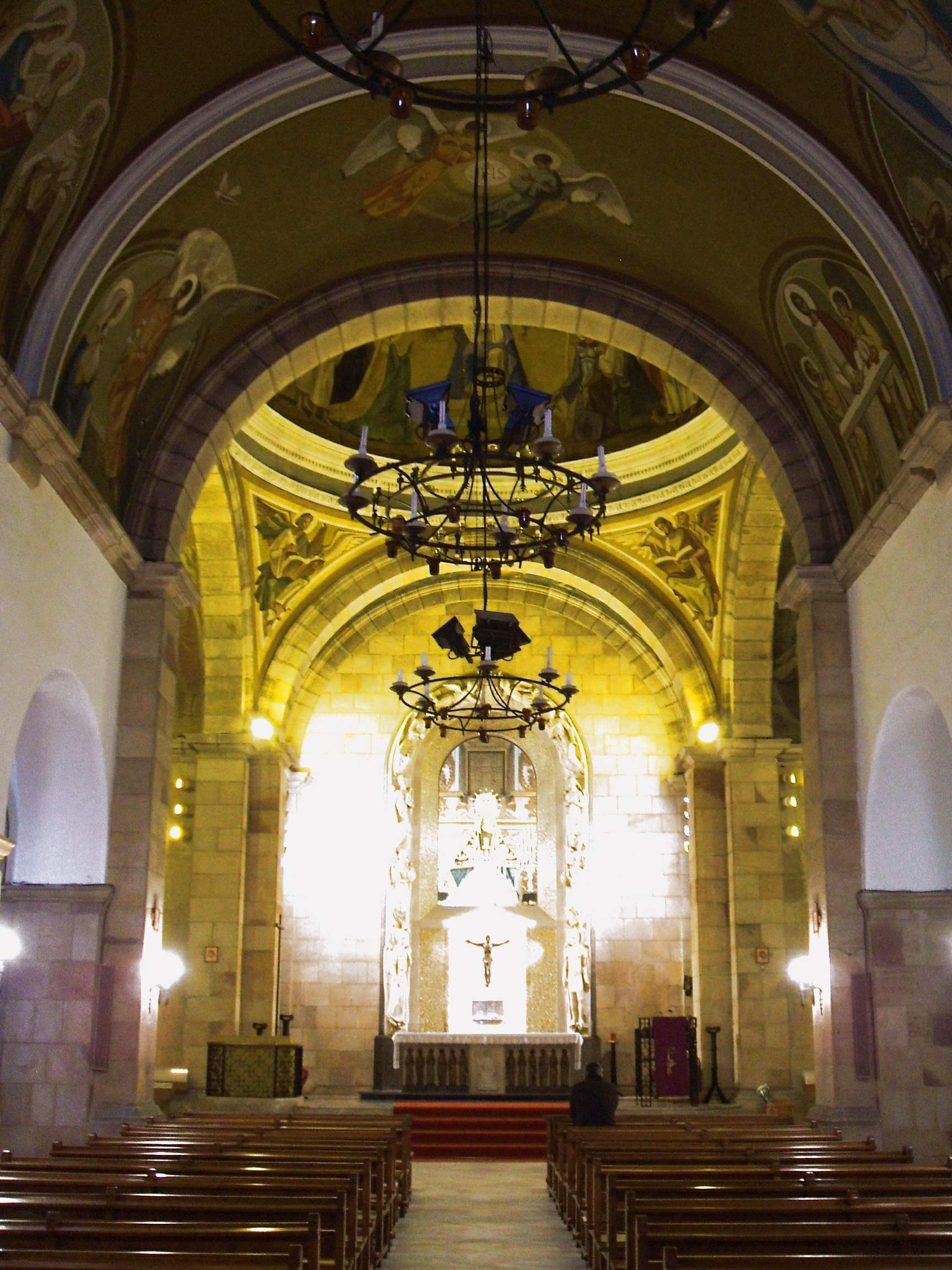
Nave central y cabecera
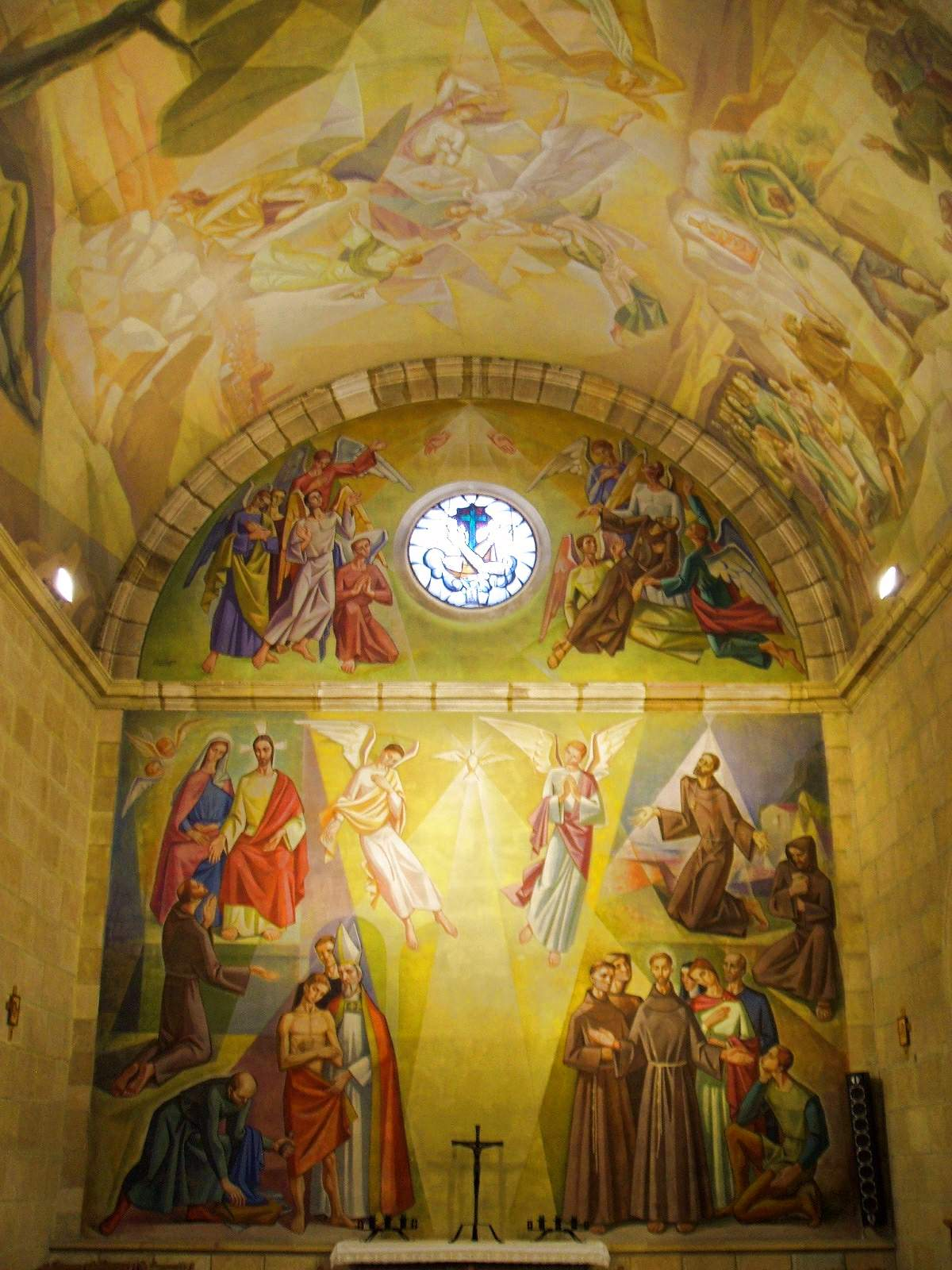
Brazo del transepto
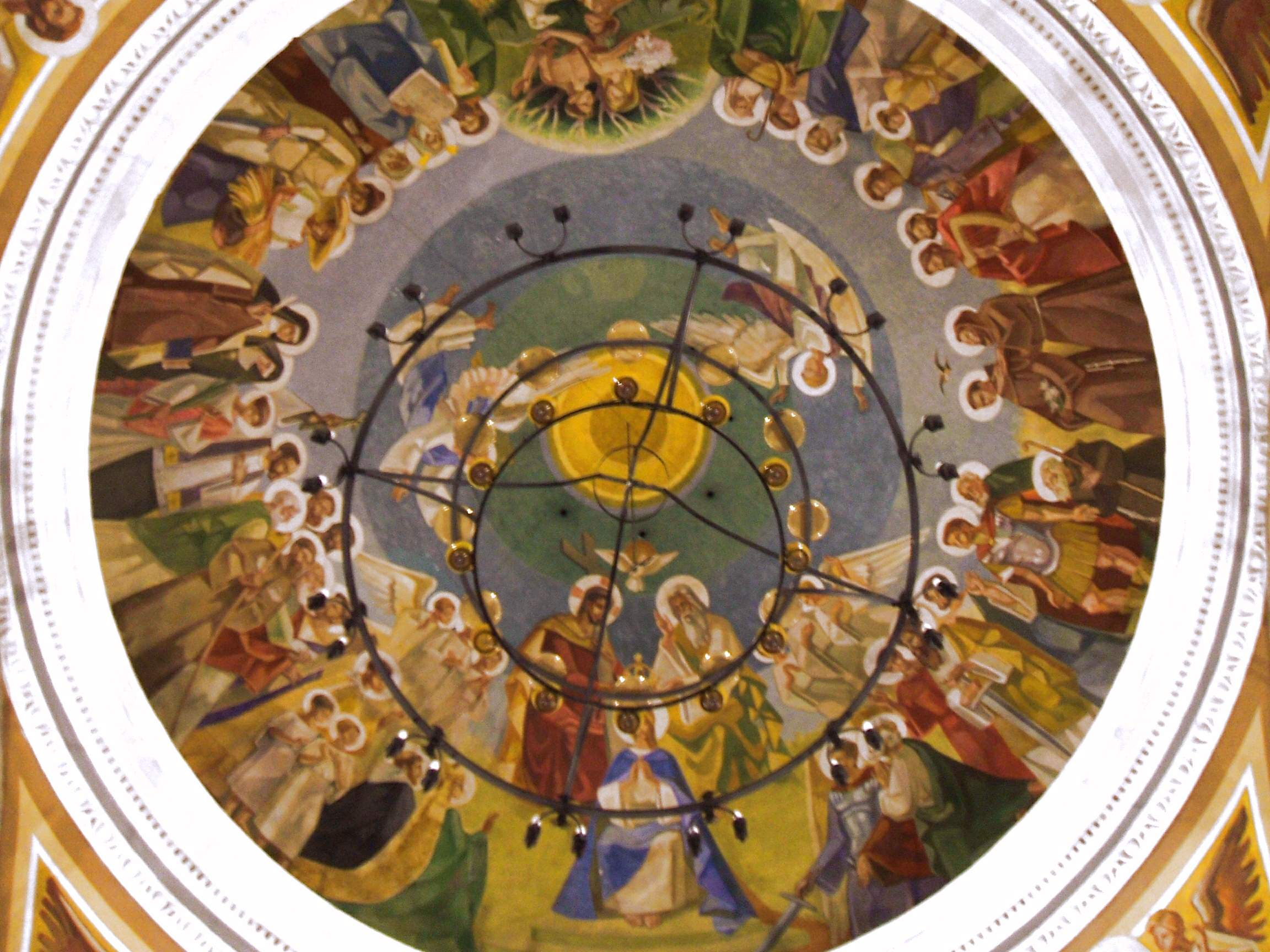
Cúpula del crucero
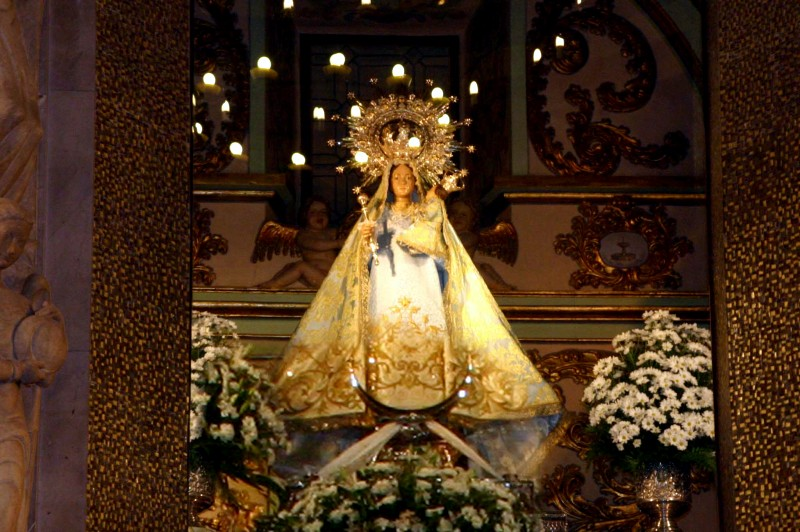
Virgen de Linares en su Camarín